# Eberhard Mondry
Eberhard Mondry (* 15. September 1929 in Thum; † 25. Dezember 1998) war ein deutscher Schauspieler und Synchronsprecher.

## Leben
Der im sächsischen Thum geborene Mondry besuchte nach dem Schulabschluss die renommierte Max-Reinhardt-Schule für Schauspiel in Berlin. Es folgten Bühnenengagements in Berlin, Ulm, Wiesbaden, München, Stuttgart und Hamburg. Mondry spielte u. a. die Titelrollen in Marquis von Arcis, N. Richard Nashs Regenmacher und Graham Greenes Der verbindliche Liebhaber.
Ab 1960 wirkte Mondry auch in verschiedenen Film- und Fernsehproduktionen mit. Er spielte mehrfach unter der Regie Wolfgang Liebeneiners (in der Komödie Eine Frau fürs ganze Leben und im Abenteuervierteiler Die Schatzinsel als Synchronsprecher), in Reiner Kunzes Die wunderbaren Jahre, im Aufklärungsfilm Helga – Vom Werden des menschlichen Lebens und mehreren internationalen Produktionen wie der US-amerikanischen Fernsehreihe Appointment with Destiny und neben Pierre Richard in der Komödie Der Tolpatsch mit dem sechsten Sinn. Eine breite Popularität erreichte er durch die Rolle des „Polizeiwachtmeister Dieter Resch“ in der BR-Krimiserie Funkstreife Isar 12, die er von 1961 bis 1962 spielte.
Daneben arbeitete Mondry auch als Regisseur von Fernsehspielen, Kommentator beim Rundfunk (NDR, BR, WDR) und Sprecher für Hörspiele, u. a. in der 1964 für den BR produzierten Fassung der Übungspatrone. Als Synchronsprecher lieh er seine Stimme zahlreichen international bekannten Schauspielkollegen wie Donald Sutherland (Zwischenfall im Atlantik), Robert Ginty (Coming Home – Sie kehren heim), Boris Karloff (Die Rache der Toten), John Lithgow (Zeit der Zärtlichkeit) sowie André Maranne in seiner Rolle als „Sergeant François Chevalier“ in mehreren Filmen aus Blake Edwards’ Pink-Panther-Reihe (Der rosarote Panther kehrt zurück, Der „beste“ Mann bei Interpol, Der irre Flic mit dem heißen Blick).

## Filmografie (Auswahl)
- 1960: Eine Frau fürs ganze Leben
- 1961–1962: Funkstreife Isar 12
- 1962: Alarm für Dora X – Alarm im Hochmoor
- 1966: Die Schatzinsel
- 1966: Die letzte Reise des Kapitän Scott
- 1967: Helga – Vom Werden des menschlichen Lebens
- 1971: Appointment with Destiny: The Plot to Murder Hitler
- 1975: Der Tolpatsch mit dem sechsten Sinn (La course à l’échalote)
- 1979: Die wunderbaren Jahre

## Hörspiele
- 1963: Der Prokurator oder: Die Liebe der schönen Bianca (nach Johann Wolfgang von Goethe) – Regie: Walter Ohm
- 1964: Waldhausstraße 20 – Regie: Walter Ohm
- 1964: Sonderurlaub (von Gerd Oelschlegel) – Regie: Otto Kurth
- 1964: Der alte Zohar – Regie: Walter Ohm
- 1964: Die Übungspatrone (von Otto Heinrich Kühner) – Regie: Walter Ohm
- 1965: Ein Fünfmarkstück namens Müller – Autor und Regie: Karl Wittlinger
- 1965: Gestatten, mein Name ist Cox; 4. Teil: Mord mit umgekehrten Vorzeichen (von Rolf und Alexandra Becker) – Regie: Walter Netzsch
- 1965: Claudia (von Karl Richard Tschon) – Regie: Walter Ohm
- 1966: Gerade zur Teezeit – Regie: Otto Kurth
- 1966: Ich stehe zur Verfügung – Regie: Hermann Wenninger
- 1967: Corinne und der Seebär – Autor und Regie: Karl Wittlinger
- 1967: Milch und Honig – Regie: Hans Breinlinger
- 1967: Gittl – Regie: Hermann Wenninger
- 1969: Viermal zwei – Autor und Regie: Ludvik Askenázy
- 1988: Die vierte Ballonfahrt: Von Böhmen nach Sachsen – Regie: Werner Simon

Datum unbekannt:
- Die Auskunft – Regie: Paul Pörtner